# Franc Fabinc
Franc Fabinc, slovenski učitelj, novinar, urednik in pedagoški pisec, * 14. avgust 1881, Kostanjevica, † 3. februar 1923, Ljubljana.

## Življenje in delo
Po meščanski šoli v Krškem, je v Ljubljani končal učiteljišče (1901). Služboval je v Ljubljani (do 1902), na Čatežu ob Savi (do 1904) in na Jesenicah pri Brežicah (1904–1908), od koder je bil zaradi nacionalnega delovanja premeščen v Svibno, od 1910–1914 pa je bil nadučitelj na Dobrovi pri Ljubljani. V tem času je napravil enoletni tečaj za učitelja na meščanski šoli, obrtnonadaljevalni tečaj, tečaj na kmetijski šoli na Grmu pri Novem mestu, za izobrazbo slepih na Dunaju in za mladinsko skrbstvo v Gradcu. Od 1914 je služboval v Ljubljani, kjer je postal profesor na trgovski šoli.
Pisateljevati je začel že kot učiteljiščnik, na Jesenicah je urejeval radikalno-nacijonalno Jeseniško Stražo, dopisoval v Gorenjca in Slovenski narod. Deloval je za preureditev osnovnega šolstva, bogato strokovno znanje je uveljavljal kot dopisnik  Učiteljskega tovariša, kjer je objavil več člankov s šolsko problematiko, deloval je tudi kot organizator v Slomškovi zvezi. Leta 1921 in 1922 je bil stalni dopisnik ljubljanske Jugoslavije, kjer je pisal številne uvodnike in članke, ocenjujoč domače in mednarodne dogodke, objavljal feljtone pod naslovom »Nedeljski pomenki« in s psevdonimom Kosta Vojanović »Ljubljanske izprehode«; v katerih je s satiro in sarkazmom obravnaval ljubljanske dogodke.